# Kutman Kadyrbekov
Kutman Kadyrbekov, né le 13 juin 1997 à Bichkek au Kirghizistan, est un joueur de football international kirghize, qui évolue au poste de gardien de but.

## Biographie

### Carrière en sélection
En janvier 2019, il est retenu par le sélectionneur Aleksandr Krestinine afin de participer à la Coupe d'Asie des nations, organisée aux Émirats arabes unis. Il joue trois rencontres lors de ce tournoi, qui voit le Kirghizistan s'incliner en huitièmes de finales face aux Émirats arabes unis.

## Palmarès
- Champion du Kirghizistan en 2018 avec le Dordoi Bichkek
- Vainqueur de la Coupe du Kirghizistan en 2018 avec le Dordoi Bichkek